# Heteropteron macula
Heteropteron macula är en stekelart som beskrevs av Gaspard Auguste Brullé 1846. Heteropteron macula ingår i släktet Heteropteron och familjen bracksteklar. Inga underarter finns listade i Catalogue of Life.